# 阿尔泰边疆区
阿尔泰边疆区（羅馬化：Altayskiy kray）是位于俄罗斯西伯利亚联邦管区的一个边疆区，位于西西伯利亚南部与哈萨克斯坦接壤，面积167,996平方千米，是俄罗斯联邦第22大行政区。在2015年阿尔泰边疆区人口为2,384,812人，每平方公里14.2人。其行政中心为巴尔瑙尔。阿尔泰边疆区形成于1937年9月28日，从西西伯利亚边疆区中拆分出来。

## 地理
阿尔泰边疆区位于俄罗斯西西伯利亚南部，东西距离约600千米，南北距离约400千米，其东部和南部与哈萨克斯坦的东哈萨克斯坦州和巴甫洛达尔州接壤，北部为新西伯利亚州、东北方与科麦罗沃州、东南方邻阿尔泰共和国。其首府巴尔瑙尔距莫斯科直线距离2940千米，公路距离3400千米。
阿尔泰边疆区的土地处于两个不同地形区之间，西西伯利亚平原和阿尔泰-萨彦的萨莱尔山脉和阿尔泰山山麓地形。山区位于平原的东部和东南部。西部和中部为平均250-260米高的鄂毕高原、约400米高的比斯克-楚米斯斯科亚高地和库伦达平原。阿尔泰边疆区也几乎分布有俄罗斯所有的自然区：干草原、森林草原、北方针叶林和山地。

## 人口

### 民族構成
據2010年統計:
| 民族     | 人數(人)            |
| -------- | ------------------- |
| 俄羅斯族 | 2 234 324 （93,9%） |
| 日耳曼族 | 50 701 （2,1%）     |
| 烏克蘭族 | 32 226 （1,4%）     |
| 哈萨克族 | 7979（0,3%）        |
|          |                     |

## 姊妹地区
- 中华人民共和国新疆

## 外部連結
- Kommersant.com.  Information about Altai Krai （页面存档备份，存于）
- Library of Congress RussianPDF
- History of Altai Krai
- Altai: a living spirit （页面存档备份，存于）